# Brzi oplodni reaktor
Brzi oplodni reaktor (Fast Breeder reactor-FBR) je tip nuklearnog reaktora kod kojega se lančana reakcija uzrokuje brzim neutronima, a svrha mu je da osim što proizvodi električnu energiju stvara više fisibilnog materijala (goriva) nego što ga troši. Interes za ovom tehnologijom se u posljednje vrijeme ponovo povećava jer osim smanjenja potrošnje goriva, smanjuje se i količina nuklearnog otpada.

## Tehnologija
Nuklearna energija oslobađa se procesom fisije, tj kontroliranom lančanom reakcijom. Jezgra urana pogođena neutronom dijeli se i oslobađa 2 ili više dodatnih neutrona koji pogađaju druge jezgre uzrokujući nova dijeljenja. Neutroni oslobođeni fisijom imaju veliku količinu energije i gibaju se jako brzo te ih nazivamo brzim neutronima. Brzi neutroni izazivaju reakciju fisije mnogo rjeđe nego spori neutroni stoga većina reaktora koristi spore (termalne) neutrone. Proces usporavanje neutrona do optimalnih brzina za proces fisije odvija se pomoću moderatora, a to su najčešće voda i helij, koji su ujedno i rashladni mediji u reaktorima. Za razliku od većine standardnih nuklearnih reaktora, brzi oplodni reaktor kao rashladno sredstvo koriste tvari koje su vrlo loši moderatori, kao što je tekući natrij, tako da neutroni ostaju na visokim energetskim nivoima. Iako brzi neutroni mnogo rjeđe uzrokuju fisiju, izotop urana U238 ih vrlo lako apsorbira te nakon dvostrukog beta raspada prvo transformira u Np239, a zatim u Pu239 koji se može koristiti kao gorivo u termalnim reaktorima. U većini brzih oplodnih reaktora plutonij nastaje u oplodnom omotaču koji je u obliku cijevi raspoređen oko jezgre reaktora. Konstrukcijom oplodnog reaktora postiže se optimalna proizvodnja plutonija, tako da reaktor zaista može proizvoditi više goriva nego što ga koristi.

### Gorivo
Prirodni uran sastoji se najvećim dijelom od izotopa U238 koji vrlo teško podliježe procesu fisije i malog postotka izotopa U235 koji je vrlo fisibilan. Zbog vrlo malog postotka U235 u prirodnom uranu (0.72%) on se ne može koristiti direktno kao nuklearno gorivo, stoga komercijalni nuklearni reaktori u pravilu kao gorivo koriste uran kojemu je povećan (obogaćen) maseni sadržaj U235 na 3% do 5%. Pu239 nastaje u svakom nuklearnom reaktoru ali isto tako podliježe vrlo lako procesu fisije, na taj način značajan dio energije u nuklearnom reaktoru može biti dobiveno fisijom Pu239. Kako bi se maksimizirala količina Pu239 koji se dobiva u nuklearnom reaktoru, potrebno je smanjiti količinu Pu239 koji se troši. To je razlog zbog kojega su većina oplodnih reaktora brzi reaktori. Brzi neutroni su idealni za proizvodnju plutonija jer ih U238 lako apsorbira i tvori Pu239, a mnogo su neefikasniji u izazivanju fisije. Neki oplodni reaktori tako mogu proizvest i 30% više goriva nego što ga koriste.

### Obrada plutonija
Plutonij dobiven oplodnjom može se nalaziti u gorivu i/ili oplodnom omotaču. Gorivo i oplodni omotač stoga se nakon vađenja iz nuklearnog reaktora moraju naknadno obraditi kako bi se mogli koristiti kao gorivo u drugim reaktorima. Sam proces obrade elemenata goriva nije pretjerano tehnološki zahtjevan, ali ima vrlo veliku ulogu u korištenju i razvoju oplodnih reaktora. Razlog tome je što se ovako dobiven plutonij može iskoristiti za izradu nuklearnog oružja. Da ne bi došlo do toga, predloženi su različiti modificirani postupci odvajanja plutonija koji se temelje na miješanju plutonija s nečistoćama (aktinoidima kao što su kurij i neptunij), time se malo utječe na mogućnost korištenja plutonija u brzim reaktorima, dok se praktički onemogućava korištenje za izradu oružja.

## Trenutno stanje i budućnost
Brze oplodne reaktore do danas su razvili SAD, Ujedinjeno Kraljevstvo, Francuska, Njemačka, Indija, Japan i SSSR (Rusija). Jedini komercijalni, ujedno i najveći, brzi oplodni reaktor napravljen je u francuskoj u sklopu nuklearne elektrane Superphenix, snaga mu je iznosila 1240MW, a radio je od 1985. do 1998. godine. Trenutačno se novi brzi oplodni reaktori konstruiraju u Kini, Rusiji, Japanu i Indiji.
Oplodni reaktori trebali bi odigrati važnu ulogu u budućnosti nuklearne energetike, zbog svoje velike efikasnosti u pogledu iskorištavanja goriva. Posebno se to odnosi na Indiju koja je istraživanja usmjerila prema reaktorima koji kao oplodni materijal koriste torij 232, koji reakcijom oplodnje prelazi u fisibilni uran 233, posljedica je to velikih zaliha torija koje se nalaze u Indiji, čime bi Indija sebi osigurala potpunu energetsku neovisnost u budućnosti.

## Poveznice
Nuklearna elektrana
Nuklearna energija
Proces nuklearne fisije
Nuklearni reaktor